# Chiesa di San Pietro (Albisola Superiore)
La chiesa di San Pietro è un luogo di culto cattolico situato nel comune di Albisola Superiore, tra via degli Scavi e piazza Giulio II, in provincia di Savona. In stile romanico, ricostruito alla fine del XIX secolo, si trova sulla piazza della stazione ferroviaria e vicino ai resti della villa romana.

## Storia e descrizione

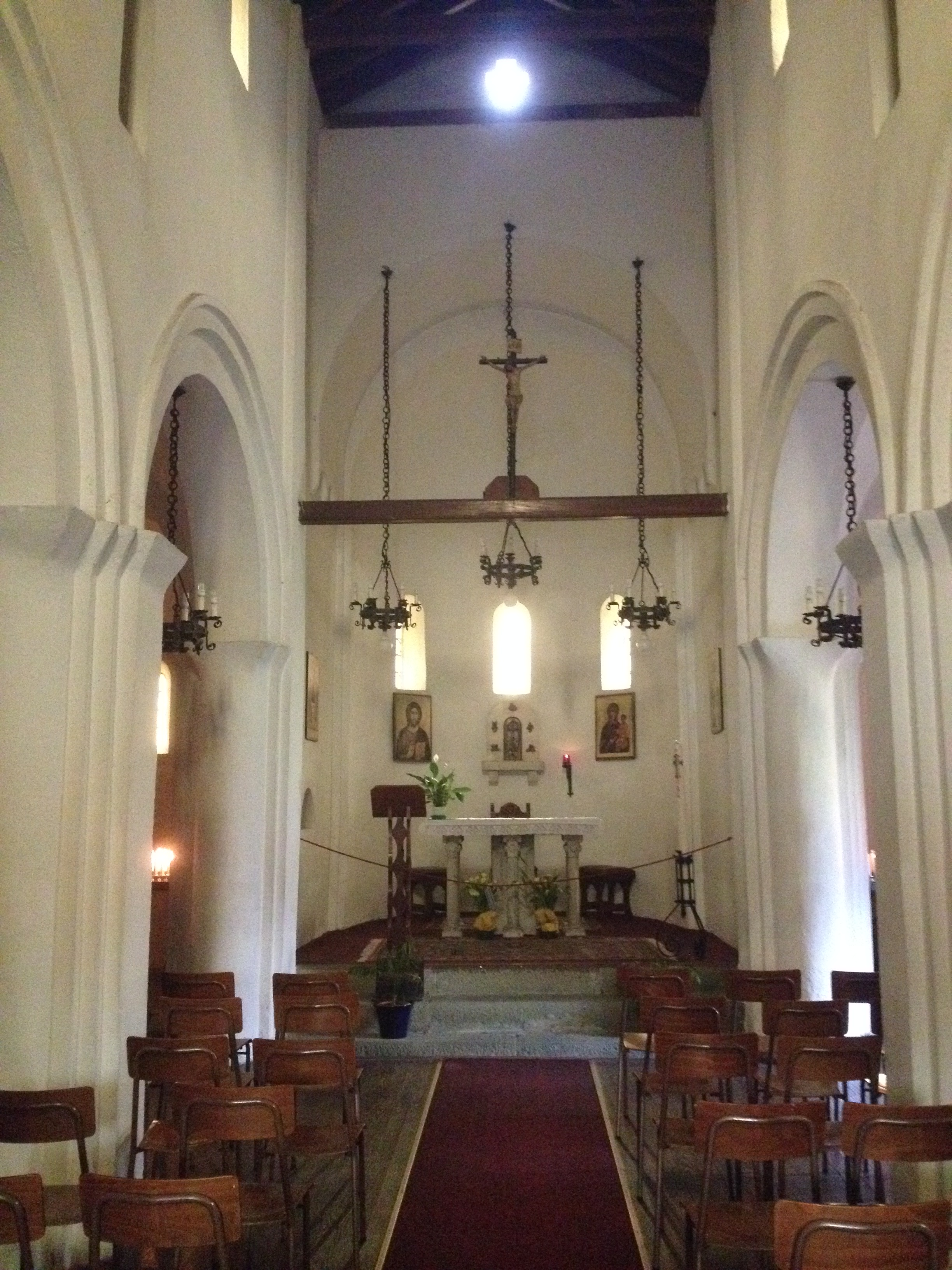
La zona del presbiterio

L'originaria chiesa fu edificata utilizzando i muri di un vano dell'ala residenziale della villa romana, le cui fondamenta e perimetro sono visibili nell'adiacente area degli scavi archeologici.
La chiesa, intitolata all'apostolo Pietro, fu interessata dal terremoto del 1887 che causò danni all'antica struttura in stile romanico. La ricostruzione dell'edificio fu affidata all'architetto Alfredo d'Andrade che conservò lo stile architettonico originario.
La facciata presenta, secondo i canoni dello stile medievale, un atrio con un piccolo pronao sorretto ai lati da colonne poggianti due leoni. Il campanile non fu più ricostruito come l'originale, ma sostituito con uno più piccolo a vela.
All'interno, diviso in tre piccole navate, si conservano alcune opere interessanti: una scultura lignea del XV secolo che raffigura la Madonna e un bassorilievo di Giacomo Manzù. Da notare inoltre un quadro raffigurante i Santi Pietro e Paolo del 1895 della pittrice Giovanna Malingri di Bagnolo, la Madonna della Misericordia di Antonio Siri e il Cristo in croce, nella parte sinistra dell'abside, dell'artista Tony Salem.